# 群馬藤岡站

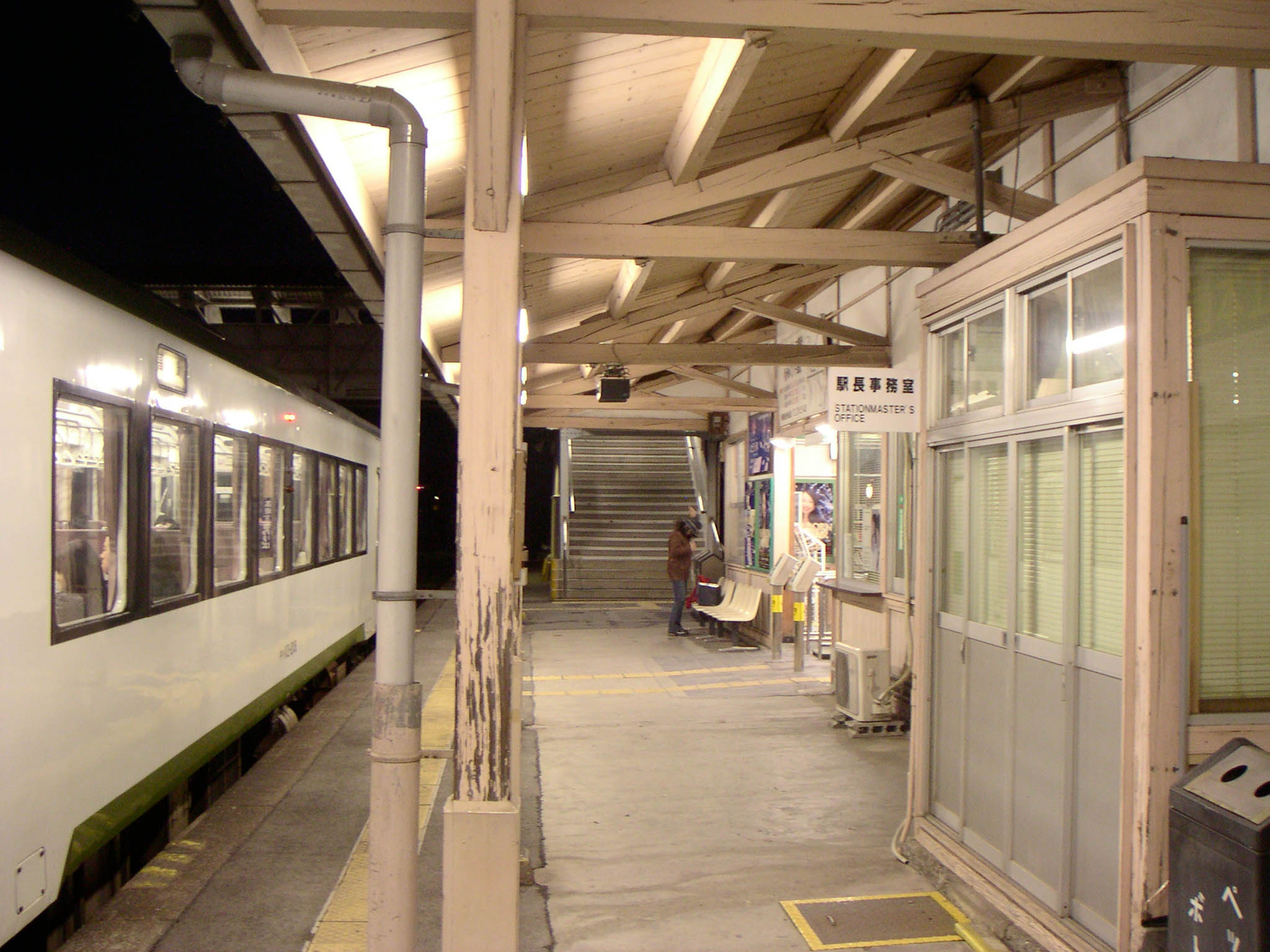
高崎方向月台

群馬藤岡站（日语：／ Gumma-fujioka eki */?），是一個位於群馬縣藤岡市藤岡、屬於東日本旅客鐵道（JR東日本）八高線的鐵路車站。

## 歷史
站名冠有「群馬」的文字，是因為東武鐵道日光線的藤岡站（栃木縣栃木市）先行開業。與其他的都道府縣多數使用的冠以舊國名的命名方法不同，若冠上「上野」的名稱將有可能與東京都的上野站混淆，因此在群馬縣內例外的使用（但是，「上州」使用在上信電鐵的車站內）。
- 1931年（昭和6年）7月1日 - 國鐵八高線 兒玉站－倉賀野站之間開通，同時開業。開始處理旅客、貨物。
- 1980年（昭和55年）10月1日 - 停止處理貨物。
- 1987年（昭和62年）4月1日 - 國鐵分割民營化，成為JR東日本的車站。
- 2002年（平成14年）2月8日 - IC卡Suica開始使用[1]。
- 2006年（平成18年）3月14日 - 有人的綠窗口關閉，設立「Moshimoshi售票機Kaeru君（日语：もしもし券売機Kaeruくん）」。此站亦設置驗票閘門。
- 2012年（平成24年）2月14日 - 「Moshimoshi售票機Kaeru君」停止營業。
- 2013年（平成25年）6月1日 - 業務委託化。此站與折原站－丹莊站之間的管理站業務由高崎站接管。

## 車站結構
側式月台1面1線與島式月台1面2線、合計2面3線的地面車站，島式月台的外側的3號月台軌道已被撤去，現已無法使用。各月台以跨線天橋聯絡。往高麗川方向月台上設有候車室（2008年12月上旬起開始進行屋頂設置工程）。而站內的自由通道為跨線橋。
高崎站管理。設有自動售票機與對應Suica的驗票閘門。

### 月台配置
| 月台   | 路線    | 方向 | 目的地           |
| ------ | ------- | ---- | ---------------- |
| 站舍側 | ■八高線 | 下行 | 高崎方向         |
| 對側   | ■八高線 | 上行 | 寄居、高麗川方向 |

（來源：JR東日本:車站構內圖 （页面存档备份，存于））
※資訊上未有設定月台編號。

## 使用情況
根據JR東日本，2019年（令和元年）度的1日平均上車人次為1,138人。
近年的推移如下表。
| 上車人次推移       | 上車人次推移     | 上車人次推移    |
| 年度               | 1日平均 上車人次 | 來源            |
| ------------------ | ---------------- | --------------- |
| 2000年（平成12年） | 1,505            | [ 利用客数 2 ]  |
| 2001年（平成13年） | 1,478            | [ 利用客数 3 ]  |
| 2002年（平成14年） | 1,432            | [ 利用客数 4 ]  |
| 2003年（平成15年） | 1,443            | [ 利用客数 5 ]  |
| 2004年（平成16年） | 1,401            | [ 利用客数 6 ]  |
| 2005年（平成17年） | 1,335            | [ 利用客数 7 ]  |
| 2006年（平成18年） | 1,266            | [ 利用客数 8 ]  |
| 2007年（平成19年） | 1,221            | [ 利用客数 9 ]  |
| 2008年（平成20年） | 1,244            | [ 利用客数 10 ] |
| 2009年（平成21年） | 1,190            | [ 利用客数 11 ] |
| 2010年（平成22年） | 1,167            | [ 利用客数 12 ] |
| 2011年（平成23年） | 1,166            | [ 利用客数 13 ] |
| 2012年（平成24年） | 1,185            | [ 利用客数 14 ] |
| 2013年（平成25年） | 1,260            | [ 利用客数 15 ] |
| 2014年（平成26年） | 1,253            | [ 利用客数 16 ] |
| 2015年（平成27年） | 1,245            | [ 利用客数 17 ] |
| 2016年（平成28年） | 1,221            | [ 利用客数 18 ] |
| 2017年（平成29年） | 1,237            | [ 利用客数 19 ] |
| 2018年（平成30年） | 1,242            | [ 利用客数 20 ] |
| 2019年（令和元年） | 1,138            | [ 利用客数 1 ]  |

## 相鄰車站
東日本旅客鐵道
■八高線
丹莊－群馬藤岡－北藤岡

### 使用情況
1. 1 2  . 東日本旅客鉄道.   [2020-07-18]. （原始内容存档于2020-07-11）.
2. ↑  . 東日本旅客鉄道.   [2019-05-09]. （原始内容存档于2019-03-27）.
3. ↑  . 東日本旅客鉄道.   [2019-05-09]. （原始内容存档于2019-03-27）.
4. ↑  . 東日本旅客鉄道.   [2019-05-09]. （原始内容存档于2019-03-27）.
5. ↑  . 東日本旅客鉄道.   [2019-05-09]. （原始内容存档于2019-03-27）.
6. ↑  . 東日本旅客鉄道.   [2019-05-09]. （原始内容存档于2019-03-27）.
7. ↑  . 東日本旅客鉄道.   [2019-05-09]. （原始内容存档于2019-03-27）.
8. ↑  . 東日本旅客鉄道.   [2019-05-09]. （原始内容存档于2019-03-27）.
9. ↑  . 東日本旅客鉄道.   [2019-05-09]. （原始内容存档于2019-04-02）.
10. ↑  . 東日本旅客鉄道.   [2019-05-09]. （原始内容存档于2019-03-27）.
11. ↑  . 東日本旅客鉄道.   [2019-05-09]. （原始内容存档于2019-03-27）.
12. ↑  . 東日本旅客鉄道.   [2019-05-09]. （原始内容存档于2019-03-27）.
13. ↑  . 東日本旅客鉄道.   [2019-05-09]. （原始内容存档于2019-03-27）.
14. ↑  . 東日本旅客鉄道.   [2019-05-09]. （原始内容存档于2018-10-26）.
15. ↑  . 東日本旅客鉄道.   [2019-05-09]. （原始内容存档于2016-04-04）.
16. ↑  . 東日本旅客鉄道.   [2019-05-09]. （原始内容存档于2019-03-27）.
17. ↑  . 東日本旅客鉄道.   [2019-05-09]. （原始内容存档于2019-03-23）.
18. ↑  . 東日本旅客鉄道.   [2019-05-09]. （原始内容存档于2017-07-29）.
19. ↑  . 東日本旅客鉄道.   [2019-05-09]. （原始内容存档于2018-07-06）.
20. ↑  . 東日本旅客鉄道.   [2019-07-08]. （原始内容存档于2019-07-05）.

## 外部連結
- 車站資訊（群馬藤岡）：東日本旅客鐵道